# Kanizsa ostroma (1543)
Kanizsa ostroma 1543 kora tavaszán zajlott le, amit a boszniai pasa, Ulema vezetett. A várat Zrínyi Miklós, akkori zalai főispán és horvát bán védte tőle sikerrel, és szerencsés módon a szultán ez évi hadjárata is elkerülte a stratégiailag fontos erősséget. A törökök ezzel csaknem egyidőben Csáktornya elfoglalásával is próbálkoztak, ott is sikertelenül, viszont öt szlavón vár a kezükbe került.

## Előzmények
I. Szulejmán 1543-ban hadjáratra készült Magyarország ellen, hogy megerősítse az 1541-ben szerzett hódoltságot. A terep előkészítése céljából a Szerémség, Bosznia és más kisebb szandzsákokból a törökök megkezdték a támadásokat. Horvátország már januárban elszenvedett kisebb nagyobb támadásokat, amelyek tulajdonképpen 1526 óta állandóan folytak. Mivel a horvát katonai erő már rég megsemmisült, annyira gyengék voltak az ország csapatai, hogy a kisebb betörésekkel szemben is tehetetlennek bizonyultak. Zrínyi Miklós is csupán néhány száz fős katonasággal rendelkezett, a betörő törökökkel azonban vállvetve harcolt.
Magyar területen baranyai és tolnai katonák intéztek gyengítő ellentámadást a mohácsi és szekszárdi szandzsákbég, Kászim erői ellen, akinek megelőző lépéseket kellett tennie ezek elhárítása érdekében és áprilisban parancsot kapott, hogy a Buda és Szekszárd közti utat tisztítsa meg a magyar katonai egységektől.
Ugyanakkor a boszniai hadigépezet is működésbe lépett. Ulema pasa Murád pozsegai béggel megtámadta Csázmát, Janus Pannonius szülővárosát és sebtében elfoglalta. Az előrenyomulás folytatódott Szlavóniában és nemsokára elesett a Battyány Orbán védte Atina, majd a Bánffy István parancsnokolta Sofronica, egy Keglevich nevű várparancsnok vezette Belostina és Raholca, amely Móré László kezén volt.
Ulema serege átkelt a Dráván, és betört a Muraközbe, ahol Csáktornyát ostromolta. Ha elfoglalja, akkor valószínűleg a Tótságon keresztül a törökök már Stájerországot és Vas vármegyét fenyegethették volna. Csáktornya ostroma nem sikerült, Ulema ehelyett Kanizsa ellen vezette katonáit.

## Az ostrom
A várban Zrínyi Miklós horvát és magyar katonák élén küzdött Ulema támadásai ellen. Ulemához még Csázma alatt csatlakozott Kászim bég is, aki szintén részt vett az ostromban.
Zrínyit I. Ferdinánd magyar király az előző évben tette Zala vármegye főispánjává. A bán tisztában volt Kanizsa jelentőségével, mivel mögötte már nem álltak jelentősebb erődítmények. Ha a török megszerzi, akkor azzal elérik Stájerországot is.
Miután Zrínyi a rohamokat visszaverte, csapataival kitört a várból, és nekiesett Ulema táborának, amelyet feldúlt. A csata végén zsákmányul 275 muskétát, 8 mozsárágyút, 75 hordó puskaport, 5 lófarkas zászlót, több kézifegyvert, nyerget és lószerszámot vitt magával. A védők még Ulema aranyhímzésű sátrát is várba vitték. A zsákmányolt fegyverekkel a vár védelmi rendszerét erősítette meg a horvát bán.

## Következmények
Hogy a vár védelmét fokozhassák, Zrínyi tanácsot adott a tüzérség megerősítésére Nádasdy Tamásnak, aki a vár tulajdonosa volt. Nádasdy további húsz ágyúval, kétezer golyóbissal és tizenhat hordó lőporral látta el a várat, amit Grazból és Lübeckből szereztek be. A két kapura pedig erős láncokkal ellátott felvonóhidakat szereltettek, az addig vasrácsos kapu helyett.
Kanizsa még egy ostromot kiállt 1545-ben. Szigetvár elestével a térség védelme már kizárólag rá hárult. Amikor 1600-ban a törökök elfoglalták, attól kezdve az ellenség portyázói egészen Szentgotthárdig hatolhattak el, s a mögötte levő Légrád, Csáktornya és más kisebb várak már képeztek erősebb akadályt. Emiatt a költő Zrínyi Miklós megpróbált új várat építeni a Mura partján, amelyet Újzrínyivárnak neveztek el, de a vár sajnos elpusztult 1664-ben.
Összességében megállapítható, hogy a Kanizsa alatt elért győzelem talán az egész Habsburg–török háború érdemleges haditette, mivel stratégiai fontosságú vár alatt győzték le az ellenséget, ezzel szemben az országban Szulejmán támadása nyomán rengeteg létfontosságú erődítmény esett el.